# Villino Cattoretti
El Villino Cattoretti, conocido también como Cà-Torretta, es una residencia histórica de Casorate Sempione en Lombardía, Italia.

## Historia
El palacete fue construido hacia el año 1900 según el proyecto del arquitecto Cecilio Arpesani para Piero Cattoretti, un fabricante local activo en la industria textil.

## Descripción
El villino se levanta sobre un morro y está rodeado por un grande bosque cerca del pueblo de Casorate Sempione. Se presenta como un masivo edificio de estilo ecléctico destacado por la austeridad y la sobriedad típicas de la arquitectura de Lombardía y especialmente del románico lombardo.

## Enlaces externons
- Esta obra contiene una traducción  derivada de «Villino Cattoretti» de Wikipedia en italiano, publicada por sus editores bajo la Licencia de documentación libre de GNU y la Licencia Creative Commons Atribución-CompartirIgual 4.0 Internacional.
- Wikimedia Commons alberga una categoría multimedia sobre Villino Cattoretti.

- Datos: Q99535428
- Multimedia: Villino Cattoretti / Q99535428